# Muntanyes Ita
Les Muntanyes Ita són un petit grup muntanyós situat al centre del districte de Sylhet a Bangladesh. Cobreix una superfície aproximada de 127 km² i el seu punt més alt és a uns 95 metres. Antigament les muntanyes estaven cobertes per una jungla molt densa, però la introducció del cultiu del té va convertir la zona en camps d'aquest cultiu.